# Diplophyllum africanum
Diplophyllum africanum là một loài rêu trong họ Scapaniaceae. Loài này được S.W. Arnell mô tả khoa học đầu tiên năm 1956.
Danh pháp khoa học của loài này chưa được làm sáng tỏ. 